# Massaker auf der Avenida Roosevelt
Das Massaker auf Avenida Roosevelt in Managua am 22. Januar 1967 war eine blutige Episode in der Geschichte Nicaraguas.

## Hintergrund
Seit 1937 herrschte in Nicaragua direkt oder durch Stellvertreter der Somoza-Clan.
Als Gegenkandidat zu Anastasio Somoza Debayle, für die Präsidentschaftswahlen am 5. Februar 1967 hatte das Oppositionsbündnis Unión Nacional Opositora, Fernando Bernabé Agüero Rocha aufgestellt. Pedro Chamorro, Herausgeber der Zeitung La Prensa war Koordinator der UNO und machte die Öffentlichkeitsarbeit:
- ¡Basta ya!, No más Somoza en el poder,
- Pinolero , pinolero votá por Agüero,
- Por Agüero muero.

## Der Protestumzug am 22. Januar 1967
La Prensa und die Radiosender der Opposition riefen zu einer Demonstration zur Plaza de la República in Managua am Sonntag, 22. Januar 1967 auf.
Etwa um 17:00 wurde dazu aufgerufen, über die Avenida Roosevelt zum Amtssitz des Präsidenten, der Loma de Tiscapa, zu gehen. Als Präsident von Somozas Gnaden fungierte im damals Lorenzo Guerrero Gutiérrez.
Auf der Avenida Roosevelt (zentrale Avenida in Nord-Süd-Richtung, nächste östlich der Avenida Simon Bolivar), an der Ecke des Gebäudes der Banco Nacional de Nicaragua (BNN), (wo heute, das aus Kostengründen ungenutzte, Gebäude des nicaraguanischen Parlaments steht) wurden die Demonstranten durch die Guardia Nacional de Nicaragua aufgehalten. Leutnant Pilot Sixto Pineda Castellón war auf ein Fahrzeug der Flughafenfeuerwehr von Managua gestiegen, um die Löschanlage zweckentfremdet als Wasserwerfer einzusetzen, als ihn aus der Richtung der Ficus microcarpa (Laurel de la India) vor den Arkaden Banco Nacional de Nicaragua ein Geschoss Kaliber 22" tödlich traf und er vom Fahrzeug fiel. In der Folge schoss die Guardia Nacional in die Menschenmenge. Dabei wurden etwa 200 Menschen ermordet.
Die Leiter der UNO flüchteten sich zwei Häuserblöcke Richtung See in das Gran Hotel (momentan das Centro Cultural Managua), worauf ein M4-Sherman-Panzer unter dem Kommando von General Iván Allegret das Hotel beschoss. Auf Vermittlung der US-Militärmission wurde das Hotel nicht von der Guardia Nacional gestürmt. Am 23. Januar 1967 wurde Pedro Chamorro mit anderen, beim Verlassen des Hotels verhaftet. Zu den 31 Verhafteten gehörten: Herty Lewites, Edén Pastora Gómez, Carlos Guadamuz Portillo, Samuel Santos López, die Brüder Sergio und Danilo Aguirre Solís. Diese waren im Hauptquartier der Polizei von Managua, El Hormiguero (Ameisenhaufen) eingesperrt.
In den folgenden Tagen bis zur Wahl galt der Ausnahmezustand, die Guardia Nacional folterte und ließ Menschen verschwinden.
Am 22. Januar war  La Prensa durch die Guardia Nacional besetzt worden und konnte bis zum 3. Februar 1967 nicht erscheinen, als Margarita Cardenal die Mutter von Pedro Chamorro beim Obersten Gerichtshof von Nicaragua eine einstweilige Verfügung gegen den Polizeichef von Managua Coronel Ernesto Rugama durchsetzte. Im Antrag wurde ausgeführt, dass die materiellen Verluste der Zeitung 100.000 Córdobas erreichen würden.

## Folgen
Die 31 Gefangen kamen durch eine Amnestie des Parlaments vom 4. März 1967 frei.
Am 28. März 1967 unterschrieb Agüero einen Pakt mit Somoza im Teatro Rubén Darío, wurde vom 1. Mai 1972 bis zum 1. Dezember 1974 Mitglied in der Junta Nacional de Gobierno (JNG) und erlaubte die Wiederwahl von Anastasio Somoza Debayle zum Präsidenten, weshalb er in seiner Partei als Verräter angesehen wurde. 1973 trat er aus der Junta aus und wurde durch Edmundo Paguaga Irías ersetzt.
Als Pedro Chamorro von der Regierung Jimmy Carter als zukünftiger Präsident Nicaraguas erwogen wurde, ließ Anastasio Somoza Debayle, Chamorro, der mit ihm das Instituto Pedagógico La Salle de Managua besucht hatte, am 10. Januar 1978, ermorden.